# Gabara (geslacht)
Gabara is een geslacht van vlinders van de familie spinneruilen (Erebidae).

## Soorten
- G. agramma Hampson, 1926
- G. andaca Druce, 1891
- G. atomosa Schaus, 1906
- G. barbara Schaus, 1915
- G. bipuncta Morrison, 1875
- G. bisinuata Hampson, 1926
- G. cremorina Hampson, 1926
- G. discofascia Hampson, 1926
- G. discostriata Hampson, 1926
- G. distema Grote, 1880
- G. fragilalis Schaus, 1916
- G. fulvitincta Hampson, 1926
- G. fumida Schaus, 1894
- G. gigantea Smith, 1905
- G. grisea Schaus, 1894
- G. guarda Schaus, 1904
- G. infumata Hampson, 1926
- G. insuetalis Kaye, 1924
- G. intermedia Druce, 1898
- G. libitina Druce, 1890
- G. lignea Schaus, 1904
- G. limaea Druce, 1890

- G. lunilineata Hampson, 1926
- G. mediofasciata Hampson, 1926
- G. mox Dyar, 1914
- G. nigripalpis Druce, 1898
- G. obscura Grote, 1883
- G. pallescens Schaus, 1894
- G. perpulverea Hampson, 1926
- G. pulverosalis Walker, 1865
- G. punctilinea Schaus, 1904
- G. punctulata Schaus, 1894
- G. rhynchinia Hampson, 1926
- G. stygialis Smith, 1903
- G. subnivosella Walker, 1866
- G. undilinea Schaus, 1913